# Spilarctia quercii
Spilarctia quercii là một loài bướm đêm thuộc phân họ Arctiinae, họ Erebidae.